# Тетраморф
Тетраморф (на старогръцки: τετρά-μορφος – „четириобразен, четиривидим“ от старогръцки: τέσσᾰρες, τέσσερες, τέττᾰρες, τέττορες, τέτορες – „четири“ и от старогръцки: μορφή, μορφά – „вид, образ, очертание“) в юдейско-християнското вероучение и богословие е крилато същество от виденията на пророк Йезекил; единно с четири лица: човек, лъв, бик и орел.
В Откровението на Йоан Богослов, тетраморфът е представен в образ на отделни Четири апокалиптични същества (на латински: quattuor animalia, те са четири животни, а у протестантите – четири живи същества), които са стражи на четирите ъгъла на Трона Господен и четирите предели на Рая.
По-късно тези животни са тълкувани като символи на четиримата евангелисти и термин „тетраморф“ става символ на описанието им в иконографията. Съществата стават Символи на евангелистите и форма на традиционното им символично изображение: Матей в образ на ангел, Марк в образ на лъв, Лука в образ на телец, Йоан в образ на орел. Всеки от тях е крилат и държи Евангелие.
- „Видението на Йезекил“ худ. Рафаел (1518)
- „Св. Марк и лъв“
(Емануил Цанес, 1657)

## В християнството
Тези четири животни стават символи на четиримата евангелисти. Традиционното тълкуване е такова:
| Илюстрация | Същество                                   | Евангелист         | Значение                                                                             |
| ---------- | ------------------------------------------ | ------------------ | ------------------------------------------------------------------------------------ |
|            | Човек (ангел) (на латински: imago hominis) | Матей (евангелист) | Човешката природа на Христа, неговото Въплъщение                                     |
|            | Лъв (на латински: imago leonis)            | Марк (евангелист)  | Действеност, господство и царска власт Христос-Цар, неговото Възкресение от мъртвите |
|            | Бик (Вол) (на латински: imago vitulis)     | Лука (евангелист)  | Свещенодействено и свещеническо достойнство на Христа, неговото Разпятие             |
|            | Орел (на латински: imago aquilae)          | Йоан (евангелист)  | Дар на Светия Дух, носещ се над Църквата, а така и Възнесение Господне               |